# Niklas Edin
Johan Niklas Edin (* 6. července 1985 Örnsköldsvik) je švédský curler, hrající na pozici skipa.
Na juniorských světových šampionátech získal v letech 2004–2007 čtyři medaile. Od roku 2009 se se svým týmem pohybuje v evropské špičce, na seniorských evropských mistrovství vybojoval v letech 2009, 2012, 2014, 2015, 2016 a 2017 kontinentální tituly. Úspěšný je také na světových šampionátech, zlaté medaile získal v letech 2013 a 2015. Ze Zimních olympijských her 2014 má bronzovou medaili, na ZOH 2018 získal stříbro a na ZOH 2022 turnaj vyhrál.